# Challenge Ciclista a Mallorca 2010
La XIX Challenge Ciclista a Mallorca trascurrió entre el 7 y el 11 de febrero de 2010. La carrera, como viene siendo habitual, la compusieron 5 trofeos independientes dentro del UCI Europe Tour 2009-2010 de categoría 1.1 siendo un total de 737,1 km la suma de todos ellos. Aunque esta vez no hubo clasificaciones no oficiales para aquellos ciclistas que acabasen todos los trofeos ya que la UCI las prohibió por ello se eliminó del nombre de la carrera el término "Vuelta".
Tomaron parte en la carrera 20 equipos. Los 3 equipos españoles de categoría UCI ProTeam (Caisse d'Epargne, Euskaltel-Euskadi y Footon-Servetto); los 2 de categoría Profesional Continental (Andalucía-Cajasur y Xacobeo Galicia); 2 de categoría Continental (Orbea y Burgos Monumental); y la Selección de España de pista. En cuanto a representación extranjera, estuvieron 12 equipos: los UCI ProTour del Team Katusha, Team Saxo Bank, Rabobank, Team Columbia-HTC, Quick Step, Omega Pharma-Lotto y Team Milram; los Profesionales Continentales del Cofidis, le Crédit en Ligne y Skil-Shimano; y los Continentales del Team NetApp, PSK Whirlpool-Author y Van Vliet.
Cada equipo pudo alinear un máximo de 10 corredores por trofeo para formar, en ese caso, un pelotón de 200 corredores (límite para carreras profesionales). Aunque nunca se llegó a esa cifra siendo la máxima de 199 inscritos en el Trofeo Palma, aunque finalmente fueron 194 ciclistas tras bajas de última hora; y en el Trofeo Magalluf-Palmanova; y la mínima de 193 ciclistas en el Trofeo Deyá. Debido a que algunos equipos no decidieron alinear a los 10 corredores a los que tenían derecho. El mínimo de corredores inscritos por equipo fue de 8 por el Rabobank en el Trofeo Deyá.
Los ganadores de los trofeos fueron Robbie McEwen, Óscar Freire, Linus Gerdemann, Rui Costa y André Greipel, respectivamente.

## Clasificaciones

### Trofeos

#### 07-02-2010: Trofeo Palma de Mallorca, 116 km
| Posición | Ciclista                  | Equipo               | Tiempo     |
| -------- | ------------------------- | -------------------- | ---------- |
| 1        | Robbie McEwen             | Katusha              | 2h 21' 16" |
| 2        | Koldo Fernández de Larrea | Euskaltel-Euskadi    | m.t.       |
| 3        | Óscar Freire              | Rabobank             | m.t.       |
| 4        | André Schulze             | PSK Whirlpool-Author | m.t.       |
| 5        | Manuel Cardoso            | Footon-Servetto      | m.t.       |
| 6        | Francisco José Pacheco    | Xacobeo Galicia      | m.t.       |
| 7        | Wim Stroetinga            | Milram               | m.t.       |
| 8        | Robert Wagner             | Skil-Shimano         | m.t.       |
| 9        | José Joaquín Rojas        | Caisse d'Epargne     | m.t.       |
| 10       | Robert Förster            | Milram               | m.t.       |

##### Otras clasificaciones
- Montaña:  André Steensen ( Saxo Bank)
- Combinada:  Robbie McEwen ( Katusha)
- Metas volantes:  Kai Reus ( Rabobank)
- Sprints especiales:  José Iván Gutiérrez ( Caisse d'Epargne)
- Equipos:  Caisse d'Epargne
- Balear:  Lluís Mas (Burgos 2016-Castilla y León)

#### 08-02-2010: Trofeo Cala Millor-Cala Millor, 172,4 km
| Posición | Ciclista                  | Equipo                      | Tiempo     |
| -------- | ------------------------- | --------------------------- | ---------- |
| 1        | Óscar Freire              | Rabobank                    | 4h 14' 21" |
| 2        | André Greipel             | HTC-Columbia                | m.t.       |
| 3        | Manuel Cardoso            | Footon-Servetto             | m.t.       |
| 4        | Robert Förster            | Milram                      | m.t.       |
| 5        | Koldo Fernández de Larrea | Euskaltel-Euskadi           | m.t.       |
| 6        | Jens Keukeleire           | Cofidis, Le Crédit en Ligne | m.t.       |
| 7        | José Joaquín Rojas        | Caisse d'Epargne            | m.t.       |
| 8        | Kenny Van Hummel          | Skil-Shimano                | m.t.       |
| 9        | Kevin Ista                | Cofidis, Le Crédit en Ligne | m.t.       |
| 10       | Mathieu Drujon            | Caisse d'Epargne            | m.t.       |

##### Otras clasificaciones
- Montaña:  Manuel Ortega ( Andalucía-CajaSur)
- Combinada:  David Deroo ( Skil-Shimano)
- Metas volantes:  Ronan Zandbeek ( Van Vliet)
- Sprints especiales:  David Deroo ( Skil-Shimano)
- Equipos:  Caisse d'Epargne
- Balear: Joan Horrach (Caisse d'Epargne)

#### 09-02-2010: Trofeo Inca-Inca, 157,2 km
| Posición | Ciclista             | Equipo                      | Tiempo     |
| -------- | -------------------- | --------------------------- | ---------- |
| 1        | Linus Gerdemann      | Milram                      | 3h 55' 45" |
| 2        | Rafael Valls         | Footon-Servetto             | m.t.       |
| 3        | Manuel Vázquez Hueso | Andalucía-CajaSur           | m.t.       |
| 4        | Mikel Nieve          | Euskaltel-Euskadi           | + 2' 22"   |
| 5        | Aitor Pérez Arrieta  | Footon-Servetto             | + 2' 33"   |
| 6        | José Iván Gutiérrez  | Caisse d'Epargne            | m.t.       |
| 7        | Jan Bakelants        | Omega Pharma-Lotto          | + 2' 34"   |
| 8        | Thomas Rohregger     | Milram                      | + 3' 24"   |
| 9        | Rein Taaramäe        | Cofidis, Le Crédit en Ligne | m.t.       |
| 10       | Johannes Fröhlinger  | Milram                      | + 4' 09"   |

##### Otras clasificaciones
- Montaña:  Rafael Valls ( Footon-Servetto)
- Combinada:  Linus Gerdemann ( Milram)
- Metas volantes:  Mitchell Docker ( Skil-Shimano)
- Sprints especiales:  Johannes Fröhlinger ( Milram)
- Equipos:  Milram

#### 10-02-2010: Trofeo Deyá, 143 km
| Posición | Ciclista             | Equipo            | Tiempo     |
| -------- | -------------------- | ----------------- | ---------- |
| 1        | Rui Costa            | Caisse d'Epargne  | 3h 27' 21" |
| 2        | Joan Horrach         | Katusha           | + 2"       |
| 3        | José Iván Gutiérrez  | Caisse d'Epargne  | + 7"       |
| 4        | Aitor Pérez Arrieta  | Footon-Servetto   | m.t.       |
| 5        | José Joaquín Rojas   | Caisse d'Epargne  | m.t.       |
| 6        | Kim Kirchen          | Katusha           | m.t.       |
| 7        | Beñat Intxausti      | Euskaltel-Euskadi | m.t.       |
| 8        | Manuel Vázquez Hueso | Andalucía-CajaSur | m.t.       |
| 9        | Rafael Valls         | Footon-Servetto   | m.t.       |
| 10       | Eduard Vorganov      | Katusha           | m.t.       |

##### Otras clasificaciones
- Montaña:  Linus Gerdemann ( Milram)
- Combinada:  Rui Alberto Costa ( Caisse d'Epargne)
- Metas volantes:  Jens Voigt ( Saxo Bank)
- Sprints especiales:  Johannes Fröhlinger ( Milram)
- Equipos:  Caisse d'Epargne
- Balear: Joan Horrach (Caisse d'Epargne)

#### 11-02-2010: Trofeo Magaluf–Palmanova, 148,5 km
| Posición | Ciclista                  | Equipo                      | Tiempo     |
| -------- | ------------------------- | --------------------------- | ---------- |
| 1        | André Greipel             | HTC-Columbia                | 4h 13' 17" |
| 2        | Koldo Fernández de Larrea | Euskaltel-Euskadi           | m.t.       |
| 3        | Manuel Cardoso            | Footon-Servetto             | m.t.       |
| 4        | José Joaquín Rojas        | Caisse d'Epargne            | m.t.       |
| 5        | Jan Bakelants             | Cofidis, Le Crédit en Ligne | m.t.       |
| 6        | Fabian Wegmann            | Milram                      | m.t.       |
| 7        | Jonas Jorgensen           | Saxo Bank                   | m.t.       |
| 8        | Andreas Schillinger       | NetApp                      | m.t.       |
| 9        | Rubén Pérez               | Euskaltel-Euskadi           | m.t.       |
| 10       | Eduard Vorganov           | Katusha                     | m.t.       |

##### Otras clasificaciones
- Montaña:  Jens Voigt ( Saxo Bank)
- Combinada:  Jens Voigt ( Saxo Bank)
- Metas volantes:  Tejay van Garderen ( HTC-Columbia)
- Sprints especiales:  Jan Bakelants ( Omega Pharma-Lotto)
- Equipos:  Milram
- Balear: Vicente Reynés (Caisse d'Epargne)